# Оук-Ридж
Оук-Ридж (англ. Oak Ridge) — місто (англ. city) в США, в округах Андерсон і Роун штату Теннессі. Населення — 31 402 особи (2020).

## Географія
Оук-Ридж розташований за координатами 35°57′59″ пн. ш. 84°17′26″ зх. д. / 35.96639° пн. ш. 84.29056° зх. д. (35.966483, -84.290549).  За даними Бюро перепису населення США в 2010 році місто мало площу 233,05 км², з яких 220,81 км² — суходіл та 12,24 км² — водойми.

### Клімат
| Клімат : Оук-Ридж       | Клімат : Оук-Ридж | Клімат : Оук-Ридж | Клімат : Оук-Ридж | Клімат : Оук-Ридж | Клімат : Оук-Ридж | Клімат : Оук-Ридж | Клімат : Оук-Ридж | Клімат : Оук-Ридж | Клімат : Оук-Ридж | Клімат : Оук-Ридж | Клімат : Оук-Ридж | Клімат : Оук-Ридж | Клімат : Оук-Ридж |
| Показник                | Січ.              | Лют.              | Бер.              | Квіт.             | Трав.             | Черв.             | Лип.              | Серп.             | Вер.              | Жовт.             | Лист.             | Груд.             | Рік               |
| Абсолютний максимум, °C | 24,4              | 26,1              | 30,0              | 33,3              | 35,6              | 40,6              | 40,6              | 39,4              | 38,9              | 32,2              | 29,4              | 25,6              | 40,6              |
| Середній максимум, °C   | 8,1               | 11,1              | 16,3              | 21,4              | 25,7              | 29,8              | 31,3              | 31,1              | 27,6              | 21,7              | 15,3              | 9,8               | 20,8              |
| Середній мінімум, °C    | −1,7              | −0,2              | 4,1               | 8,3               | 12,9              | 18,1              | 20,3              | 19,6              | 15,4              | 8,9               | 3,5               | −0,5              | 9,1               |
| Абсолютний мінімум, °C  | −27,2             | −25               | −17,2             | −6,7              | −1,1              | 3,9               | 9,4               | 10,0              | 0,6               | −6,1              | −17,8             | −21,7             | −27,2             |
| Норма опадів, мм        | 115               | 116               | 129               | 106               | 109               | 109               | 134               | 70                | 94                | 74                | 114               | 123               | 1293              |
| Днів з опадами          | 10,9              | 10,1              | 11,2              | 10,4              | 11,9              | 10,8              | 13,0              | 8,9               | 8,4               | 8,3               | 9,3               | 11,3              | 124,5             |
| ----------------------- | ----------------- | ----------------- | ----------------- | ----------------- | ----------------- | ----------------- | ----------------- | ----------------- | ----------------- | ----------------- | ----------------- | ----------------- | ----------------- |
| Джерело: NOAA           |                   |                   |                   |                   |                   |                   |                   |                   |                   |                   |                   |                   |                   |

## Демографія
Згідно з переписом 2010 року, у місті мешкало 29 330 осіб у 12 772 домогосподарствах у складі 7921 родини. Густота населення становила 126 осіб/км².  Було 14494 помешкання (62/км²).
Расовий склад населення:
| - 83,9 % — білих - 8,1 % — чорних або афроамериканців - 2,5 % — азіатів - 0,4 % — корінних американців - 2,0 % — осіб інших рас |

До двох чи більше рас належало 3,0 %. Частка іспаномовних становила 4,6 % від усіх жителів.
За віковим діапазоном населення розподілялося таким чином: 22,0 % — особи молодші 18 років, 58,7 % — особи у віці 18—64 років, 19,3 % — особи у віці 65 років та старші. Медіана віку мешканця становила 43,5 року. На 100 осіб жіночої статі у місті припадало 89,4 чоловіків;  на 100 жінок у віці від 18 років та старших — 86,3 чоловіків також старших 18 років.
Середній дохід на одне домашнє господарство  становив 73 099 доларів США (медіана — 49 100), а середній дохід на одну сім'ю — 93 943 долари (медіана — 69 672). Медіана доходів становила 57 057 доларів для чоловіків та 38 267 доларів для жінок. За межею бідності перебувало 16,9 % осіб, у тому числі 25,6 % дітей у віці до 18 років та 4,1 % осіб у віці 65 років та старших.
Цивільне працевлаштоване населення становило 13 220 осіб. Основні галузі зайнятості: науковці, спеціалісти, менеджери — 23,0 %, освіта, охорона здоров'я та соціальна допомога — 22,8 %, роздрібна торгівля — 10,5 %, мистецтво, розваги та відпочинок — 9,6 %.

## Відомі люди
- Ме́ган Де́ніс Фокс (*1986) — американська акторка та модель.